# Stenoleon grandithecus
Stenoleon grandithecus är en insektsart som beskrevs av Tim R. New 1985. Stenoleon grandithecus ingår i släktet Stenoleon och familjen myrlejonsländor. Inga underarter finns listade i Catalogue of Life.